# Hiraea cephalotes
Hiraea cephalotes är en tvåhjärtbladig växtart som beskrevs av José Jéronimo Triana och Planch.. Hiraea cephalotes ingår i släktet Hiraea och familjen Malpighiaceae. Inga underarter finns listade i Catalogue of Life.